# Melaleuca biconvexa
Melaleuca biconvexa är en myrtenväxtart som beskrevs av Norman Brice Byrnes. Melaleuca biconvexa ingår i släktet Melaleuca och familjen myrtenväxter. Inga underarter finns listade i Catalogue of Life.